# Луангва
Луа́нгва (Лвангва, Аруангуа, англ. Luangwa, суахили Luangwa, порт. Rio Aruângua, Rio Luangwa) — река в Африке, левый приток Замбези.
Длина — около 770 км, площадь бассейна — 145 700 км². Берёт начало в горах Мафинга недалеко от замбийского города Исока на границе с Малави к западу от озера Ньяса, впадает в реку Замбези у города Луангва. Протекает по территории Замбии, в низовьях является пограничной рекой между Замбией и Мозамбиком. Это одна из самых крупных рек Южной Африки и один из главных притоков Замбези.
Питание преимущественно дождевое. В сезон дождей (с декабря по май) сильно разливается, в сухой сезон сильно пересыхает.

## Течение реки

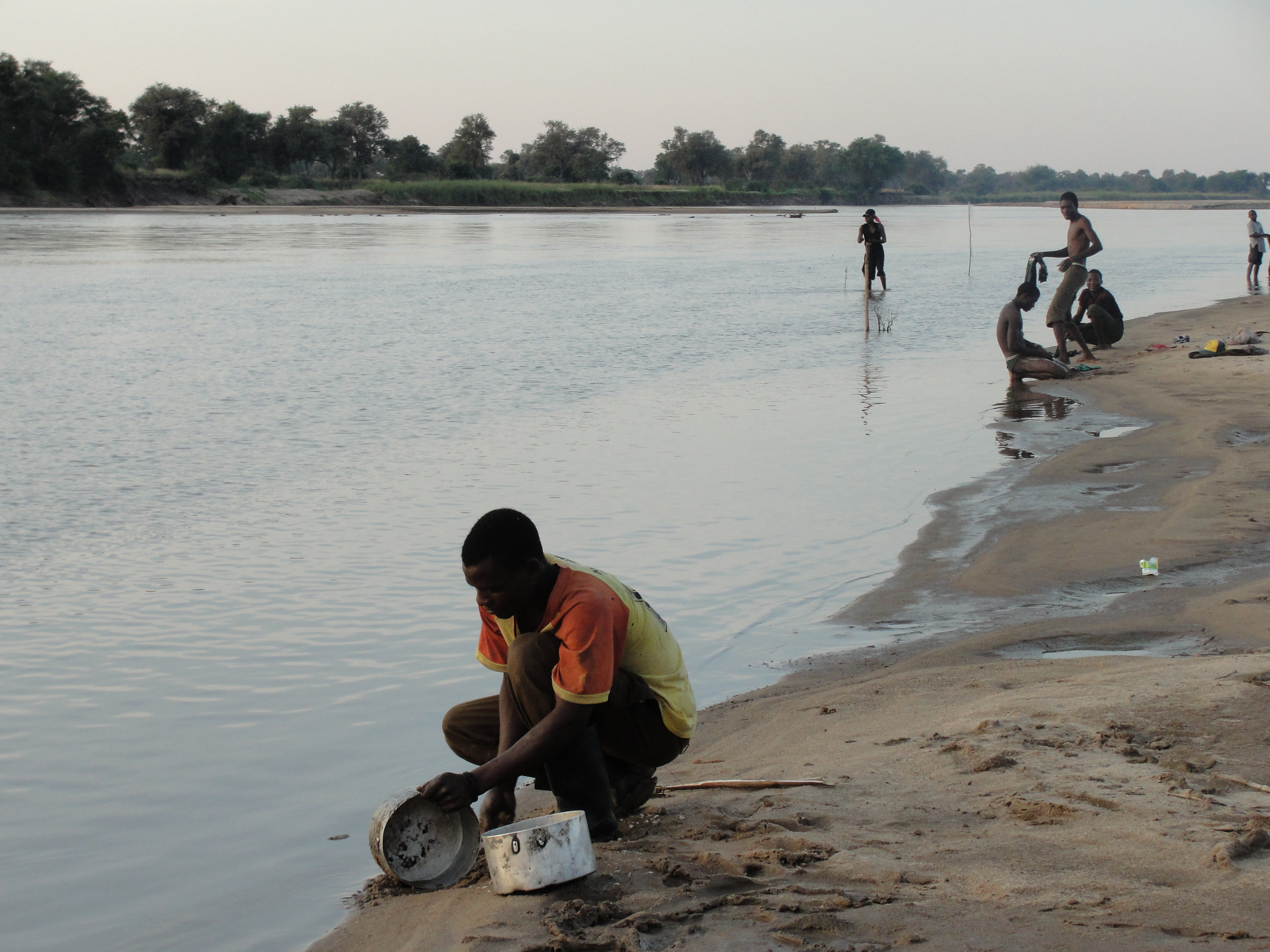
Луангва у города Мфуве;
люди народности кунда

В верховьях река течёт в юго-западном направлении по широкой долине. В 150 км от истока высота уреза воды падает до 650 м; там река становится чрезвычайно извилистой. Во время разливов она затапливает большие площади, с образованием многочисленных стариц. У г. Мфуве (наиболее значимый населённый пункт в верхнем и среднем течении реки) высота уреза воды — 520 м. Пойма реки на этом участке отличается большими песчаными отмелями. Ширина местности, затапливаемой во время разливов, достигает местами 10 км. В сухой сезон, однако, Луангва здесь кое-где пересыхает полностью.
Примерно на 500-м километре долина реки значительно сужается и разделяется продольным горным хребтом на две параллельных части. По северо-западной части долины протекает р. Лукусаши. Здесь Луангва становится значительно менее извилистой.
Около 600-го км Луангва входит в узкую долину, практически в ущелье с высотой холмов над рекой до 200 м. Ещё примерно через 100 км в Луангву слева впадает её главный приток — Лукусаши, а затем река поворачивает к югу, где становится пограничной рекой между Замбией и Мозамбиком. Луангва впадает в Замбези у г. Луангва после нескольких км течения по низменной песчаной местности.
Луангва на всём протяжении — важный источник воды для населения. На некоторых участках Луангва пригодна для судоходства. В верхнем и среднем течении долина реки заселена весьма редко, в нижнем течении — значительно плотнее.

## Животный мир долины Луангвы

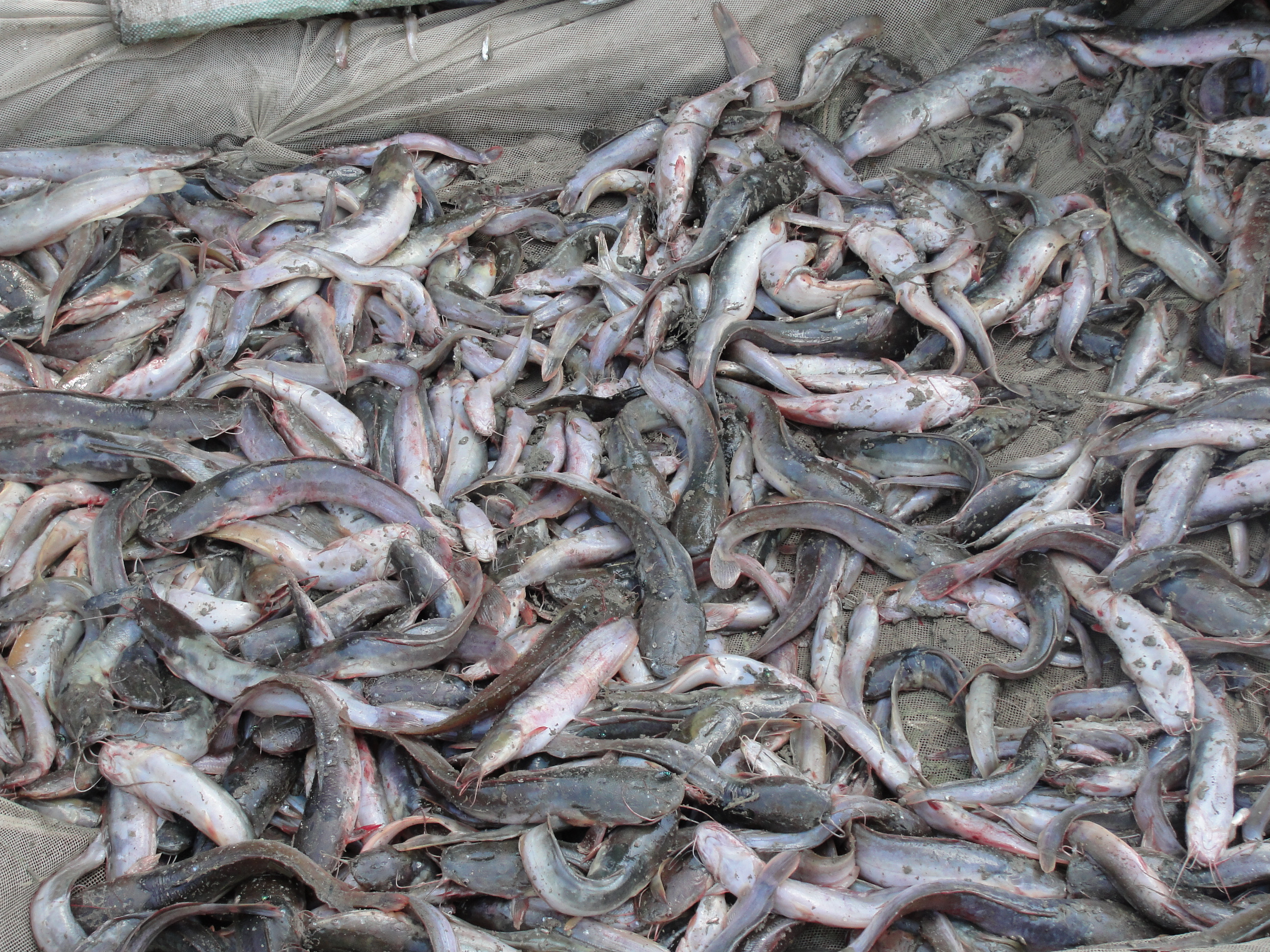
Клариевые сомы, выловленные в Луангве

Долина верхней и средней Луангвы освоена достаточно слабо, поэтому фауна и флора хорошо сохранились. Река чрезвычайно богата рыбой, которую активно добывает местное население. Ихтиофауна представлена, в частности, несколькими видами сомов, тилапией. Как в самой реке, так и в старицах часто встречается двоякодышащая рыба протоптер.
В среднем течении расположены крупные национальные парки — Южная Луангва и Северная Луангва и несколько охотничьих резерватов, с богатой фауной (антилопы, зебры, лев, леопард, буйвол, слон). В долине средней Луангвы обитает чрезвычайно многочисленная популяция гиппопотамов и нильских крокодилов. Исключительно богат мир птиц (встречаются многие виды аистов, цапель, ибисов, журавлей). В целом, в данной местности обитает свыше 60 видов млекопитающих и около 400 видов птиц. Хорошая сохранность животного мира привлекает в национальные парки большое число туристов.

## Галерея

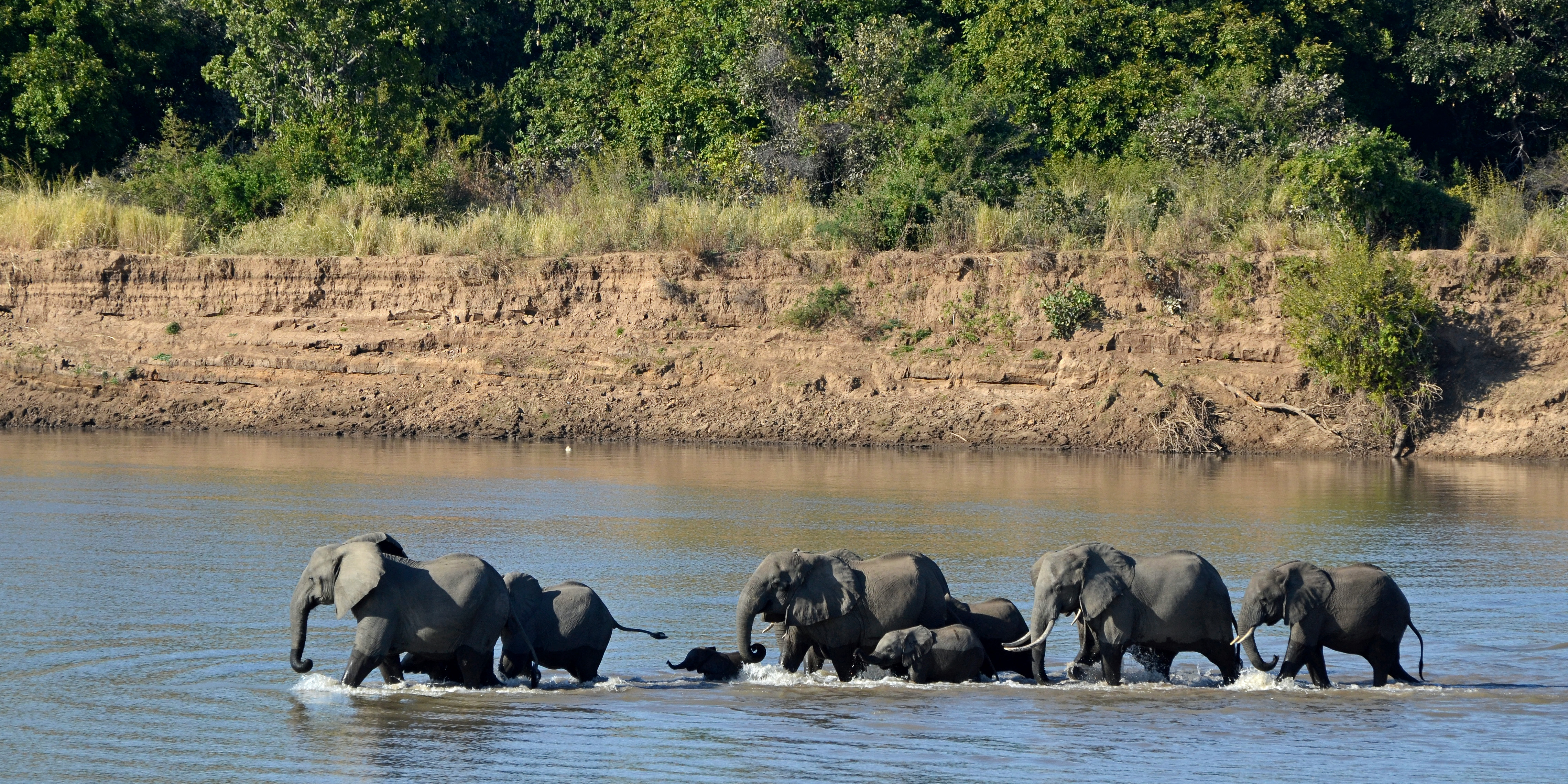
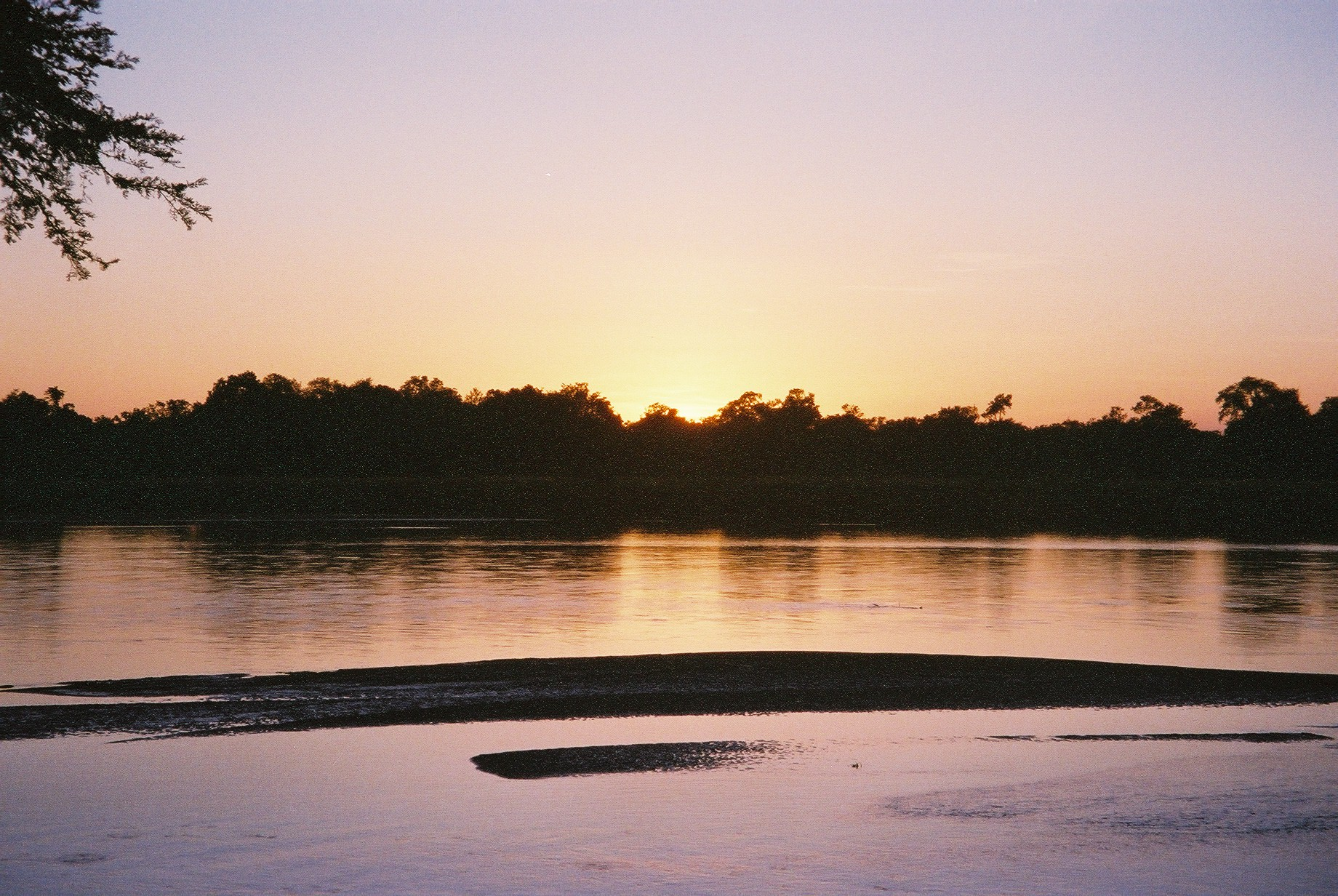
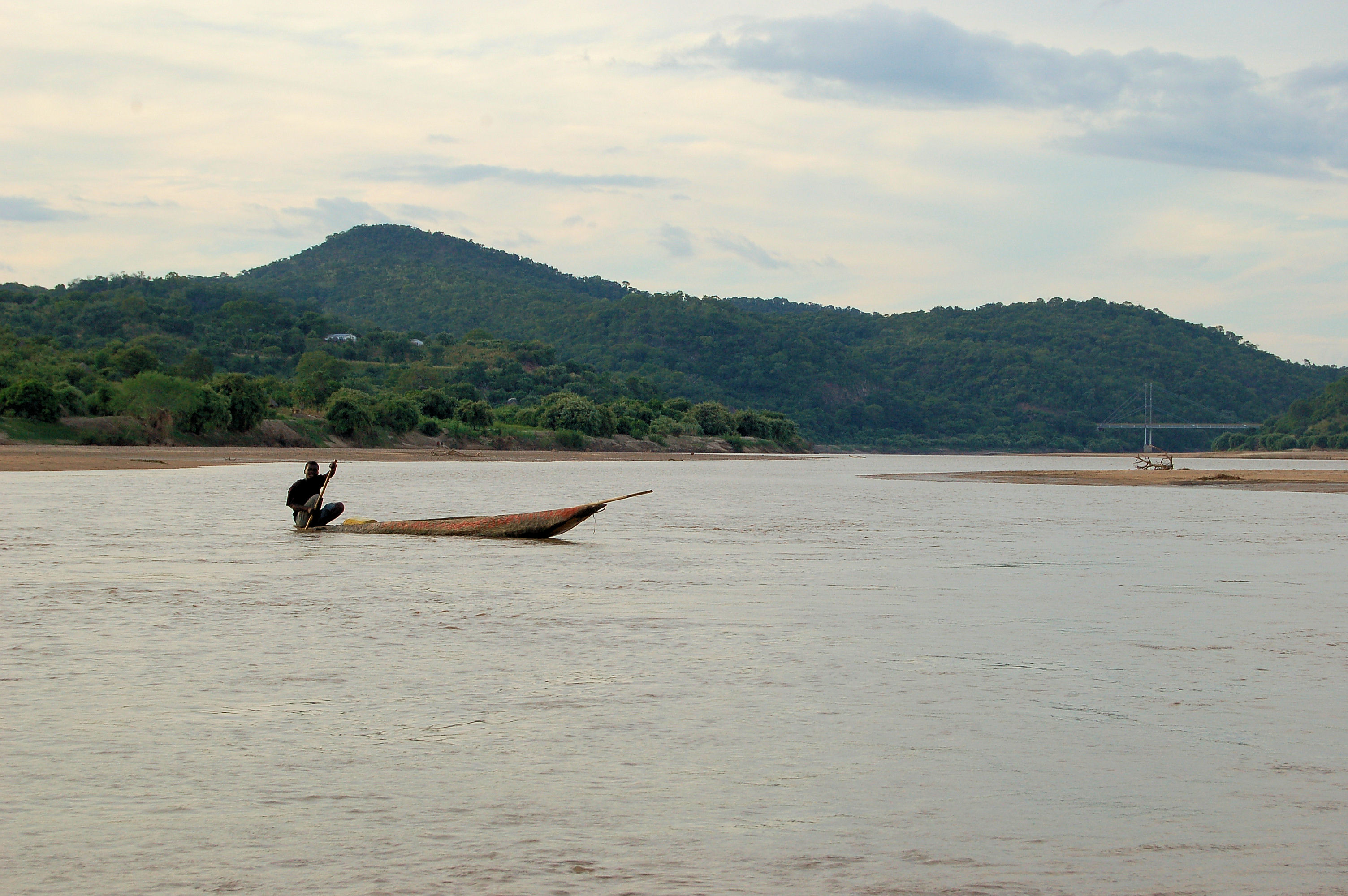